# Schachthöhle Fatloh
Die Schachthöhle Fatloh ist eine 10 m lange Höhle im Wuppertaler Stadtgebiet, die als Naturdenkmal gemäß § 22 a LG NRW ausgewiesen ist.

## Lage und Beschreibung
Die Schachthöhle Fatloh liegt an ihrem südlichen Aufschluss rund 50 m entfernt vom östlichen Tunnelportal des Fatloh-Tunnels auf der ehemaligen Bahnstrecke Düsseldorf-Derendorf–Dortmund Süd, der sogenannten Nordbahntrasse. Der Tunnel durchbricht Kalksteinfelsen des Mitteldevon. Die Schachthöhle wird als sehr eng beschrieben, im Innern befinden sich zum Teil verschiedene Sinterformen, Dolomit-Sand und ein Versturzkegel aus großen Dolomitblöcken. Es handelt sich hier um die einzige zugängliche Höhle in dolomitisiertem Massenkalk auf Wuppertaler Stadtgebiet. Der Zugang zu der Kleinhöhle ist gegen unbefugtes Betreten verschlossen. Die Höhle wird von Fledermäusen als Winterquartier genutzt, für die ein Zugangsloch belassen wurde. Über dem Gebirge befindet sich die Eintrachtstraße.

## Geschichte
Der Tunnel wurde 1870 bis 1874 gebaut. Heute betreut der Arbeitskreis Kluterthöhle e. V. (AKKH) den unterirdischen Hohlraum. Vertreter des Vereins untersuchten die Höhle bereits 2008, bevor 2009 die Umgestaltung der 1999 stillgelegten Bahnstrecke begann.